# 鄺廣傑
鄺廣傑，GBS（1936年—），廣東台山人，香港宗教界人士，香港聖公會教省榮休大主教。

## 簡歷
鄺廣傑1936年生於香港，早年就讀聖公會聖馬太小學（1950年小六）及聖保羅書院，1962年畢業於香港崇基學院中文系，獲文學文憑；1965年畢業於美國堅仁大學(Kenyon College)神學系。1971年獲美國羅切斯特伯思理堂神學院 (Bexley Hall,  Colgate Rochester)神學碩士學位。
1965年在聖公會獲按立聖職，1966年按立為牧師。先後服務於聖公會聖雅各堂、聖保羅堂。1972年，鄺氏由聖公會委派加入崇基神學院擔任副講師一職，任教基督教倫理學、宗教社會學、禮儀學及實習督導，同時兼任文林堂舍監， 亦曾任崇基學院校董、崇基學院神學院校董（1981-1990）；並經常於胡仲揚牧師離港期間署理校牧職務。1976年至1977年，鄺氏兼任崇基學院校牧。2007年6月獲委任為崇基學院榮譽院務委員。
1981年，鄺廣傑法政牧師獲祝聖成為聖公會港澳教區第九任主教，成為首位華人主教。1998年，因聖公會港澳教區改組，香港教區升格為獨立的「香港聖公會教省」，鄺氏獲選為香港聖公會教省首任大主教及教省主教長（Archbishop and Primate）、香港島教區首任主教。
 2007年榮休。
鄺廣傑是全國政協委員，亦曾任香港基本法起草委員會委員（1985-1989年）、香港基本法諮詢委員會委員、港事顧問（1992-1997年）、香港特別行政區籌備委員會委員、香港特別行政區第一屆政府推選委員會委員。1998年起加入中國人民政治協商會議。

## 家庭
鄺廣傑夫人夏慧中女士，曾擔任聖公會林護紀念中學校長。膝下二女一子。

## 榮譽
- 獲堅仁大學 (Kenyon College) 授予榮譽神學博士。[5]
- 獲羅切斯特伯思理堂神學院 (Bexley Hall,  Colgate Rochester) 授予榮譽神學博士。[5]
- 2000年，獲香港大學授予名譽神學博士。[5]
- 2007年，獲香港特區政府授予金紫荊星章。[6]
- 2007年，獲香港中文大學授予榮譽社會科學博士。[3]